# Parque nacional Cataratas de Mapleton
Cataratas de Mapleton es un parque nacional en Queensland (Australia), ubicado a 95 km al norte de Brisbane.

## Datos
- Área: 0,26 km²
- Coordenadas: 26°37′50″S 152°50′20″E / -26.63056, 152.83889
- Fecha de Creación: 1973
- Administración: Servicio para la Vida Salvaje de Queensland
- Categoría IUCN: II

Véase también:
- Zonas protegidas de Queensland

- Datos: Q1772511
- Multimedia: Mapleton Falls National Park / Q1772511